# Francis Crick

Francis Harry Compton Crick (Northampton, 8 giugno 1916 – San Diego, 28 luglio 2004) è stato un neuroscienziato, biofisico, biologo molecolare britannico, premio Nobel per la medicina nel 1962.

## Biografia
Francis Crick nacque l'8 giugno 1916 in una casa di Holmfield Way a Northampton, nelle Midlands inglesi, nel pieno della prima guerra mondiale. Al pari di James Dewey Watson e Maurice Wilkins, è conosciuto per aver realizzato, il 25 aprile 1953, il primo preciso modello della struttura del DNA. L'esito di quella che apparve subito come una sensazionale scoperta, destinata a cambiare il corso della storia della biologia, fu pubblicato nello stesso anno dalla rivista scientifica Nature e valse ai tre scienziati un premio Nobel.
Crick era un importante biologo molecolare teorico e ha giocato un ruolo cruciale nella ricerca relativa a trovare il codice genetico. È conosciuto per l'utilizzo di termini come "dogma centrale" per sintetizzare l'idea che il flusso di informazioni genetiche nelle cellule è essenzialmente unidirezionale, dal DNA all'RNA fino alle proteine.

### Origini familiari
Il padre, Harry Crick, era un fabbricante di scarpe, mentre la madre, Annie Wilkins, figlia di F.W. Wilkins, importante uomo d'affari e fondatore di una catena di negozi d'abbigliamento, era un'infermiera. I due si sposarono nel settembre del 1914 ed ebbero due figli, Francis e Tony Crick. Il denaro dei Wilkins avrebbe più tardi garantito a Francis un certo benessere economico.
Il bisnonno di Francis, Charles Crick, era un coltivatore piuttosto benestante. Il nonno, Walter Drawbridge Crick, secondogenito di Charles, nel 1880, a soli 22 anni, insieme ad altri due soci, diede vita alla propria fabbrica di scarpe e stivali. Francis molto probabilmente erediterà la passione per la scienza e la biologia proprio da quest'uomo, dilettante naturalista con una spiccata propensione all'osservazione.
Nell'istruzione di Francis ebbe senza dubbio un peso notevole la figura dello zio Arthur, che sostenne economicamente il nipote affinché rimanesse allo University College di Londra. Crebbe dunque tra le abitudini del ceto medio benestante.

### Gli anni giovanili
Gli anni giovanili furono caratterizzati dal precoce ateismo, dalla passione per la scienza, per i fatti empirici e da uno scetticismo risoluto. Benché a scuola non fosse un prodigio, nel 1930 vince una borsa di studio della Grammar School di Northampton per frequentare il college di Mill Hill, a nord di Londra. In questa scuola non brilla particolarmente, era un semplice ragazzo bravo in matematica e scienze.
(Un suo compagno di classe)

### Gli anni dell'Università

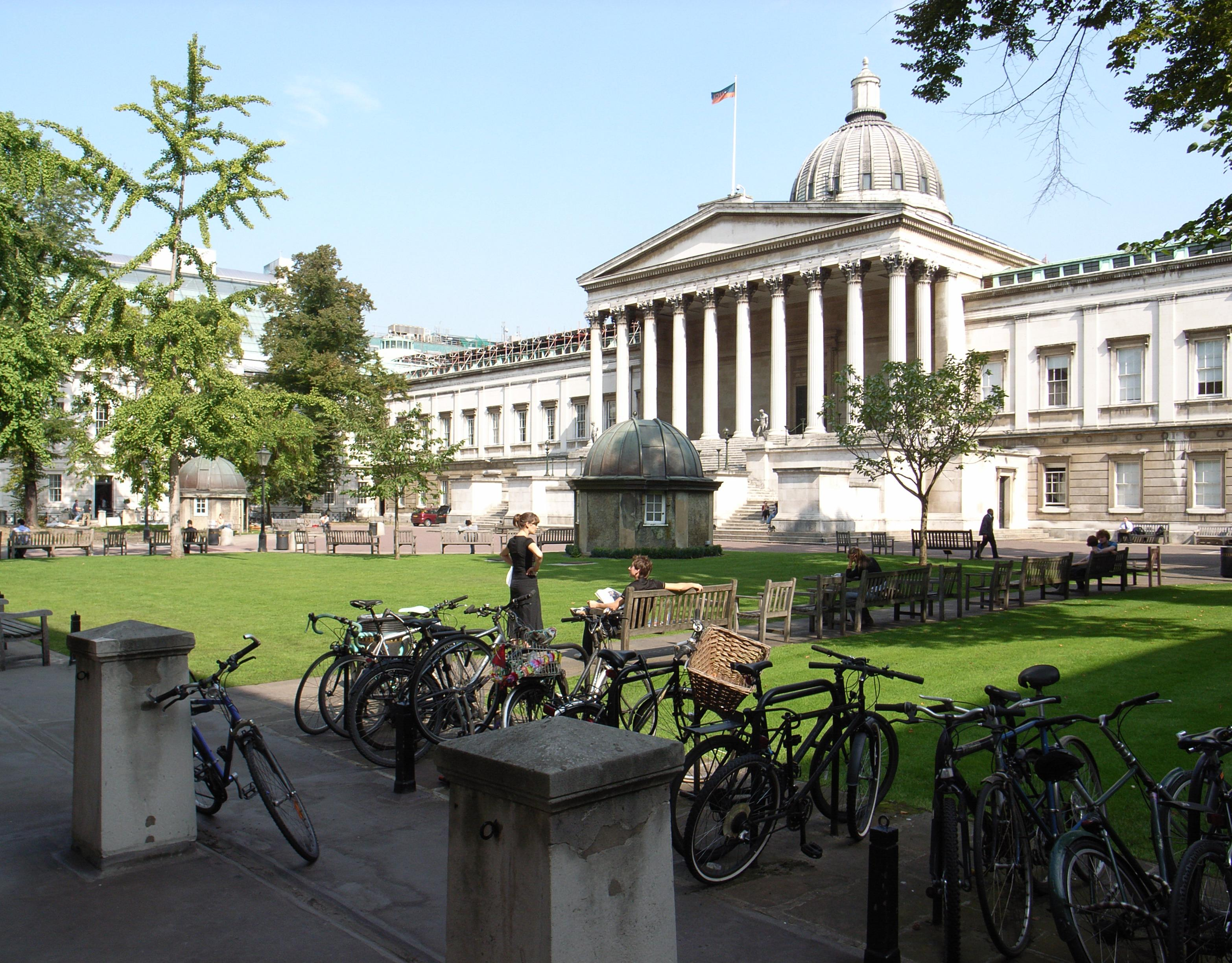
L'University College di Londra

Nel 1934 ottiene un posto allo University College di Londra (UCL) per studiare fisica. Scopo di questa istituzione era quello di fornire un'educazione priva di contenuti religiosi. Si laurea dopo tre anni con una laurea di serie B. Sostenuto economicamente dallo zio Arthur, inizia lì un dottorato con il professor Edward Andrade, autore del libro The Structure of the Atom e corrispondente del The Times. Il rapporto fra i due non fu idilliaco e Crick stesso definirà questa esperienza una totale perdita di tempo.

### L'Ammiragliato
All'inizio del 1940 Crick trova impiego come ricercatore presso l'Ammiragliato dove lavora alle dipendenze di Harrie Massey, professore all'UCL ed ex studente di Ernest Rutherford. Scopo della sua squadra è quello di progettare dragaggi per mine magnetiche e ordigni in grado di vincere le contromisure nemiche.
Verso la fine del 1946 decide di lasciare una volta per tutte il lavoro per il governo e per questo motivo chiede e ottiene una borsa di studio da 350 sterline annue presso il Medical Research Council. In questo periodo conosce Maurice Wilkins e i due divengono grandi amici.

#### Vita privata
Nel febbraio del 1940 sposa Doreen Dodd, una compagna dei tempi dell'UCL, laureata in letteratura inglese e impiegata presso il Ministero del lavoro. A novembre nasce il loro primogenito Michael. Il matrimonio non dura molto: Doreen si innamora di un giovane soldato canadese che sposerà più tardi. Il piccolo Michael, di soli quattro anni, viene così mandato a vivere con i nonni a Northampton.
Nel 1945 Crick conosce Odile Speed, una sottotenente delle WREN (Women's Royal Naval Service), la sezione femminile della Marina britannica, che sposerà poi nell'agosto del 1949.
Il 15 luglio del 1951 nasce Gabrielle Anne, primogenita dei due.

### Cambridge

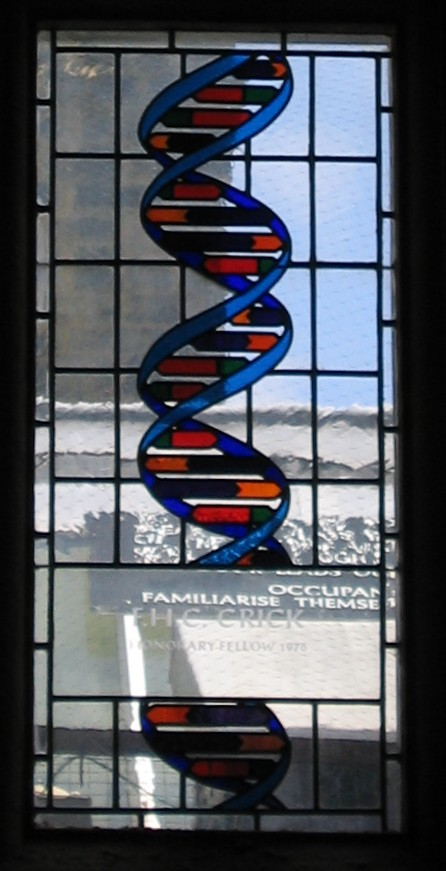
La struttura del DNA celebrata da una vetrata policroma nella hall del Gonville and Caius College dell'Università di Cambridge

Nel 1947 Honor Fell, responsabile del laboratorio Strangeways, offre un posto a Crick in seguito alla morte del fisico di ruolo. Crick ovviamente accetta e nel settembre del 1947 si trasferisce a Cambridge dove entra a far parte del laboratorio di Arthur Hughes, la cui squadra si occupava di studiare il movimento di minuscole particelle magnetiche inglobate in alcune cellule.
Nell'estate del 1949 Francis viene trasferito presso il Laboratorio Cavendish, un'unità del Medical Research Council per lo studio della struttura molecolare dei sistemi biologici. A capo del laboratorio vi era Max Perutz, un biologo austriaco naturalizzato britannico il cui lavoro consisteva nello scoprire la struttura delle sostanze biologiche utilizzando i raggi X. La squadra di Perutz era formata dal chimico John Kendrew e il suo studente Hugh Huxley, a cui si aggiunse Crick.

#### L'incontro con Watson

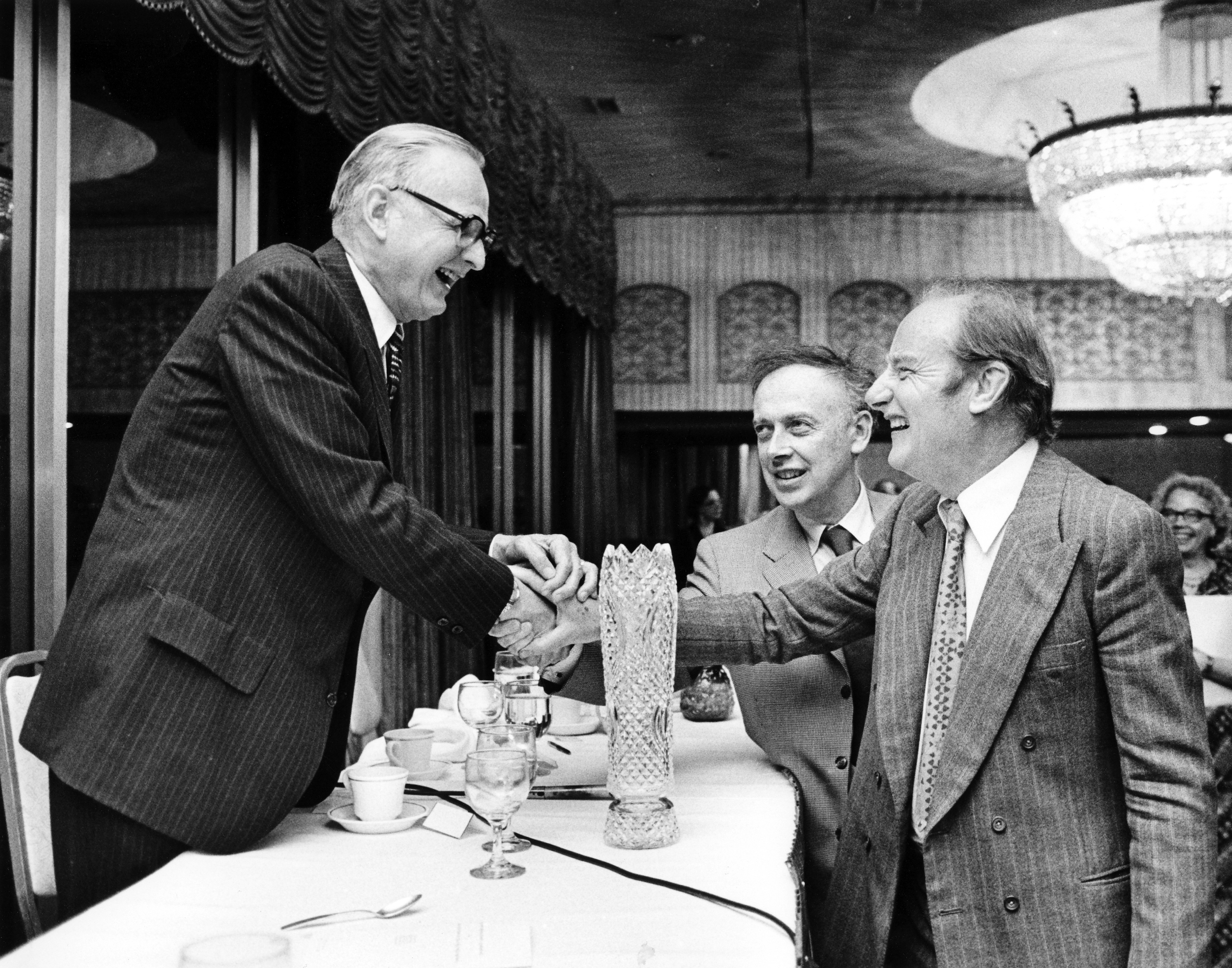
Francis Crick e James D Watson con Maclyn McCarty

James Watson giunge a Cambridge nel settembre del 1951. Tre settimane dopo inizia a lavorare al Cavendish dove incontra Francis Crick per la prima volta. L'ossessione di Watson era quella di scoprire la struttura del gene e trovò in Crick un ottimo compagno. Entrambi amavano le chiacchiere scientifiche, ognuno avvisava l'altro quando stava dicendo sciocchezze e nessuno dei due provava la minima ritrosia. Dice Watson di Crick:
(James Watson)
Né l'uno né l'altro erano pagati per studiare il DNA: il soggetto di ricerca di Crick avrebbe dovuto essere l'emoglobina, quello di Watson la mioglobina.
I migliori risultati erano ottenuti al King's College London dove Wilkins e la chimica e fisica Rosalind Franklin continuavano a produrre immagini del DNA utilizzando i raggi X e avevano elaborato un'idea di struttura del DNA che includeva un'elica.
Una mattina di novembre del 1951 Watson e Crick realizzano il primo modello di DNA: una struttura a tre catene con uno scheletro di fosfato e zucchero da cui sporgevano le basi. La struttura aveva grosso modo le dimensioni corrette ma venne comunque giudicata inefficace. Ai due venne dunque gentilmente chiesto di abbandonare il progetto sul DNA. La fama di Crick era tale che nel 1952 ricevette un premio di seimila dollari per recarsi l'anno successivo al Politecnico dell'Università di New York per un anno. Qui David Harcher aveva intenzione di formare una squadra che lavorasse sulle proteine usando i raggi X.

#### La doppia elica
Il 7 marzo del 1953 Watson e Crick realizzano il secondo modello di DNA. Esso prevedeva una struttura a doppia elica con catene antiparallele e spiegava anche la complementarità delle basi. Ogni singolo giro di elica era costituito da dieci nucleotidi che quindi potevano trovare spazio su un'intera spira di 360 gradi: l'angolo compreso tra ogni zucchero e il successivo era dunque di 36 gradi. Le basi formavano tra loro legami a idrogeno unendosi alle estremità come tessere del domino. Rompendo i legami a idrogeno la struttura poteva esser aperta come una cerniera e ciò garantiva la duplicazione dei codici.
L'accordo con Nature prevedeva la pubblicazione di tre articoli contemporaneamente: uno di Watson e Crick (l'ordine dei nomi fu deciso dal lancio di una monetina); uno di Wilkins, Stokes e Herbert Wilson e uno di Franklin e Gosling.
L'articolo di Watson e Crick, steso da quest'ultimo, inviato a Nature il 2 aprile, ma pubblicato solo il 25 aprile 1953, mostrava una semplice coppia di nastri avvolti l'un l'altro e collegati da sottili stanghette, disegnata dalla stessa moglie di Crick Odile Speed, pittrice.
È Crick stesso ad ammettere, riferendosi alla Franklin, l'importanza del lavoro svolto da quest'ultima:
(Francis Crick)

### Il dottorato e il trasferimento a New York
Nel luglio del 1953 Crick termina finalmente la sua tesi sulla struttura dell'emoglobina e ottiene il tanto atteso dottorato. Il 22 agosto, accompagnato da Odile, Michael e Gabrielle, s'imbarca a Southampton diretto a New York per affrontare la nuova esperienza al Politecnico che si rivelò deprimente e solitaria.
Rimase solo con il figlio Michael a New York quando nel febbraio del 1954 Odile e Gabrielle tornarono a casa per la nascita della seconda figlia, Jacqueline (nome che si deve all'opposizione materna alla proposta del padre di chiamarla Adenina), che vide la luce il 12 marzo del 1954.

### Il ritorno a Cambridge e il codice genetico

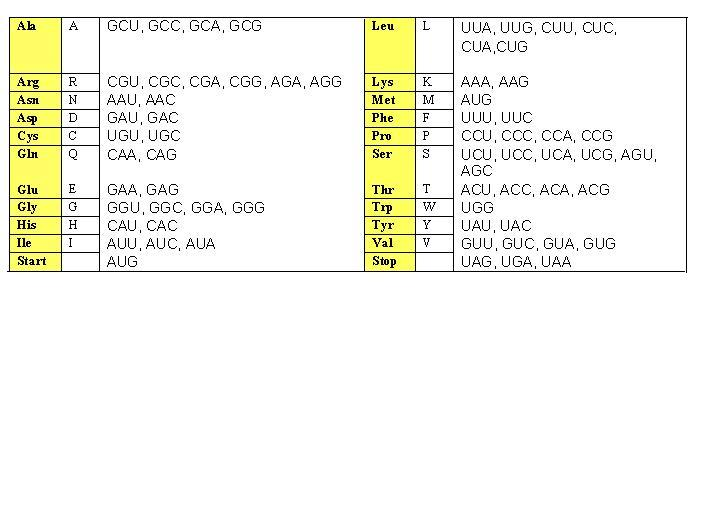
Codice degenerato

L'8 settembre 1954 lascia New York e ritorna a Cambridge dove trova impiego sempre presso il Medical Research Council grazie a un contratto di sette anni.
Il suo obiettivo è ora quello di decifrare il codice genetico, convinto che il compito del codice fosse quello di tradurre una sequenza di basi del DNA in una sequenza di amminoacidi di proteine. Espose la sua idea nell'articolo intitolato Sulle forme degeneri e l'ipotesi dell'adattatore in cui affermava come alcune combinazioni di basi consecutive dovessero comunicare a qualche parte del sistema quali amminoacidi scegliere e in quale posizione. Dovevano esistere venti diverse molecole, che chiamerà adattatori (ora conosciuto come l'RNA transfer o tRNA), una per ogni amminoacido, il cui compito avrebbe dovuto essere quello di riconoscere una parte del codice e invitare il giusto amminoacido a unirsi alla sequenza di un'emergente molecola di proteina.
Nel dicembre del 1956 giunge a Cambridge Sydney Brenner, un biologo sudafricano esperto di codici. Entrambi avevano come scopo quello di risolvere il codice genetico. Nel 1958, dopo svariate ipotesi, Crick consegnò alla Società di biologia sperimentale quello che probabilmente è il suo articolo più notevole, dal titolo Sulla sintesi delle proteine in cui spiegò come la funzione dei geni fosse quella di creare proteine, costituite da venti tipi di amminoacidi. Nell'articolo Crick usa l'espressione dogma centrale per esprimere l'idea che il flusso dell'informazione genetica nelle cellule è unidirezionale, dal DNA all'RNA e dal RNA alle proteine. Dopo aver teorizzato la struttura del codice genetico, si dedicò a una serie di esperimenti che mostrarono come tale codice fosse degenere e triplice. Gli esperimenti dimostrarono anche come il codice dovesse essere letto a partire da un punto preciso da cui poi iniziare a contare di tre in tre. I risultati furono esposti nell'articolo Natura generale del codice genetico per le proteine che venne pubblicato il 30 dicembre del 1961 su Nature con Barnett, Brenner e il giovane fisico Richard Watts-Tobin come coautori.
Negli anni successivi fu il supervisore di una serie di esperimenti che avevano come scopo quello di assegnare ciascuna tripletta di basi a uno specifico amminoacido. Agli inizi del 1966 tutti i codoni erano stati individuati e decifrati, tranne l'UGA, il cui significato venne scoperto solo alla fine di ottobre grazie al lavoro di Barnett. Il codice genetico era stato finalmente risolto. Fu il completamento di cinque anni di duro lavoro e cooperazione fra i vari gruppi impegnati nella stessa ricerca di cui Crick era stato il teorico.

### Il Nobel
Nel marzo del 1959 viene nominato membro della Royal Society su proposta di Perutz e Bragg che nella sua lettera di raccomandazione scrisse:
(W.L. Bragg)
Nell'agosto del 1960 Crick, Wilkins e Watson vinsero il premio Lasker, conferito dall'American Public Health Association per la loro scoperta della doppia elica. Al Lasker seguirono il Prix Charles Léopold Meyer dell'Accademia francese delle scienze e nel 1962 l'Award of Merit della Fondazione Gairdner in Canada.
Questi riconoscimenti prepararono Crick al premio Nobel per la medicina del 1962 per la scoperta della struttura del DNA conferitogli in condivisione con Watson e Wilkins. Non si trattava di una notizia del tutto inaspettata in quanto l'anno precedente Jacques Monod aveva chiesto a Crick un resoconto della scoperta della doppia elica, molto probabilmente per preparare una relazione per l'Accademia reale svedese delle scienze. Nella risposta Crick volle sottolineare l'aiuto ricevuto dalla Franklin in questo modo:
(Francis Crick)
L'esclusione di Rosalind Franklin dal premio malgrado il suo riconosciuto apporto fondamentale per il raggiungimento della scoperta venne vissuta da una parte del mondo scientifico come un'ingiustizia. La scienziata era morta di cancro, nel 1958, ma il premio Nobel non viene mai conferito postumo (a meno che nello stesso anno in cui viene votato dall'Accademia di Svezia un vincitore, lo stesso muoia dopo la votazione ma prima di avere ricevuto il premio).

### DNA e letteratura
Nel febbraio del 1966 Crick fu invitato a tenere una serie di lezioni presso l'Università di Washington a Seattle che vennero poi pubblicate lo stesso anno nel suo primo libro dal titolo Uomini e molecole in cui sostiene che la scoperta del codice genetico avesse dimostrato come tutto poteva essere spiegato descrivendo il meccanismo genetico in termini chimico-fisici.
L'8 marzo del 1966 subì il lutto per la morte del fratello Tony.
Nel 1965 l'ex collega Watson pubblicò una biografia intitolata La doppia elica in cui raccontava con disarmante franchezza gli eventi tra il 1951 e il 1953. Crick seppur infastidito, approvò il progetto nel suo complesso.
Il secondo libro di Watson, Coppie di basi, giunto a Crick nel settembre del 1967, creò invece più problemi. Crick scrisse a Watson chiedendogli di non pubblicarlo: gli rimproverava il fatto di aver scritto un libro né erudito né documentato. Scrive Crick a Watson:
(Francis Crick)
Nonostante le forti resistenze di Crick e Wilkins, la biografia viene pubblicata ugualmente nel febbraio del 1968 e ottiene un grande successo commerciale.
Nel 1972 viene pubblicato il libro di Robert Olby, Storia della doppia elica. Si tratta di un saggio erudito della storia e preistoria del DNA con una prefazione scritta dallo stesso Crick. Nell'introduzione Crick elogia lo stesso Olby per aver trattato l'argomento più accuratamente rispetto a Watson. Nel 1974 viene pubblicato L'ottavo giorno della creazione per opera di Horace Freeland Judson. Il testo traccia un ritratto fedele e suggestivo degli eventi scientifici tra gli anni cinquanta ed i primi anni sessanta.

### Lo scrittore Francis Crick
Per rispondere ai successi letterari di Watson e Monod, Crick decide di cimentarsi nella scrittura di un libro per bambini che avesse come oggetto la scala, le dimensioni relative delle cose, dall'atomo alla galassia. Nell'agosto del 1976 termina la prima stesura, Viaggi con Francis Crick che non viene mai pubblicata. Nel 1981 pubblica L'origine della vita, un libro che affronta il problema dell'origine della vita nell'universo e che ha come tema principale quello della panspermia guidata. Ottiene un buon successo di pubblico. Del 1986 è La folle caccia, testo autobiografico in cui Crick ripercorre con vivacità e chiarezza i momenti più importanti della sua vita sorvolando sulla storia della doppia elica, perché già ampiamente trattata.

### California: gli ultimi anni di vita

Panorama a 360° del cortile del Salk Institute

Il 10 settembre 1976 la famiglia Crick vola in California dove trova impiego presso il Salk Institute for Biological Studies a La Jolla.
Egli emigra in California con l'intenzione di rompere con il passato e di rivolgere il suo impegno al cervello umano: decide così di immergersi nella letteratura neuroscientifica. Era convinto che per comprendere la mente fosse necessario comprenderne le parti e per questo motivo era interessato allo studio del cervello nella sua concretezza fisica invece che all'impalpabilità della mente. Nel 1986, conosce Christof Koch, anch'egli interessato alla reale costituzione del cervello. Koch diviene per circa diciotto anni il compagno di conversazione di Francis, ruolo che in passato era stato coperto da Watson e Brenner. L'obiettivo che i due si posero era la coscienza.
Nel saggio La scienza e l'anima. Un'ipotesi sulla coscienza del 1994, Crick afferma che la coscienza esiste e funziona come proprietà di specifici neuroni. La coscienza dell'uomo non è nient'altro che la risultante del comportamento di una miriade di cellule nervose, l'anima è semplicemente un insieme di neuroni.
A conclusione di anni di lavoro e studio nel 2003 Crick e Koch pubblicano un articolo dal titolo Una struttura per la coscienza.
Nel 1991 diviene membro dell'Order of Merit britannico, onore conferito a soli 24 membri in ambito artistico e scientifico.
Anche la salute peggiora: il 9 novembre 1995 Francis viene sottoposto a un delicato intervento di bypass a sei arterie e sostituzione di parte dell'aorta. Nel 2001 sviluppa un tumore al colon che ben presto si diffonde e lo costringe alla chemioterapia.
Nel 2003 Crick festeggia comunque il cinquantesimo anniversario della scoperta della doppia elica.
Mercoledì 28 luglio 2004 mentre lavora in casa sul suo ultimo progetto che aveva come oggetto d'interesse il claustro cerebrale, perde conoscenza. Viene condotto in ospedale a San Diego dove poco dopo le sette di sera muore. Fu cremato e le sue ceneri disperse nell'oceano Pacifico.
La sua biografia, scritta da Matt Ridley, ha vinto nel 2007 il Davis Prize, assegnato dalla prestigiosa Hystory of Science Society (Codice Edizioni, 2010, ISBN 978-88-7578-150-7).

## Panspermia guidata (o Panspermia diretta)
L'altro interesse di Crick era l'origine della vita. Il suo compagno di lavoro era in questo caso Leslie Orgel. Francis pensava che il codice genetico, una volta messo in moto da un organismo primitivo, non possa più essere modificato, perché un cambiamento avrebbe prodotto delle mutazioni fatali. Ciò spiegava l'universalità del codice e il fatto che nessun organismo con codice diverso fosse sopravvissuto. Crick si avvicinò così all'idea di un mondo a RNA: era probabile che forme di vita fatte di RNA avessero preceduto nel tempo quelle fatte di DNA, RNA e proteine. Ragionando sull'universalità del codice genetico Crick e Orgel si avvicinarono a una teoria che avrebbe preso forma in un articolo dal titolo Panspermia guidata. Nell'articolo essi sostenevano la possibilità che la vita sulla Terra fosse iniziata in seguito all'arrivo e allo sviluppo di semplici forme di vita di tipo batterico spedite nello spazio tramite razzi da forme di vita avanzate presenti su altri pianeti. Esisteva perciò la possibilità che il nostro antenato non avesse avuto origine sulla Terra ma provenisse da un altro luogo e fosse stato inviato da una forma di vita intelligente. Crick prese sul serio la questione ritenendola fondamentale per spiegare il codice universale.
Più tardi Crick dichiarerà di essere stato forse eccessivamente pessimista circa le possibilità di un'origine terrestre della vita, non escludendo comunque un'ingegneria extraterrestre del DNA.

## Opere principali

### Articoli scientifici
- Molecular Structure of Nucleic Acids (Struttura Molecolare degli Acidi Nucleici, Nature, 1953)
- On Degenerate Templates And The Adaptor Hypothesis (Sulle forme degeneri e l'ipotesi dell'adattatore, 1955)
- On Protein Synthesis (Sulla sintesi delle proteine, 1958)
- General Nature Of The Genetic Code For Proteins (Natura generale del codice genetico per le proteine, Nature, 1961)
- A Framework For Consciousness (Una struttura per la coscienza, 2003)
- Directed Panspermia (Panspermia guidata, Icarus, 1973)

### Opere divulgative
- Uomini e Molecole – È morto il vitalismo? (Zanichelli, 1970; prima edizione)
- L'Origine della vita (Garzanti, 1983)
- What Mad Pursuit: A Personal View Of Scientific Discovery (La folle caccia, Rizzoli, 1990; prima edizione) ISBN 88-17-84017-3
- La scienza e l'anima. Un'ipotesi sulla coscienza, Rizzoli, 1994, ISBN 88-17-84325-3